# Helmut Pokornig
Helmut Pokornig (* 21. November 1965 in Leoben, Steiermark) ist ein österreichischer Illustrator und Grafiker.
Der gelernte Kellner begann seine künstlerische Karriere 1991 als Werbegrafiker und ist seit 1993 als freier Grafiker und Illustrator tätig. Seit 2005 setzt er sich intensiv mit digitalen Fototechniken auseinander.  Seit November 2012 leitet er das Figurentheater Marijeli im 8. Wiener Gemeindebezirk.
Helmut Pokornig lebt in Wien. Er ist mit der Burgschauspielerin Andrea Clausen verheiratet und hat mit ihr Zwillingstöchter.

## Ausstellungen
- "Wunderkammer", Künstlerhaus Wien (2024)
- photo::vienna #4 MAK, Wien (2017)
- rondell gallery, Schwanberg (2017)
- Point of Photography, Inspiked, Wien (2016)
- „romANTIsch“, Künstlerhaus 1050 Wien (2016)
- photo::vienna #3 MAK, Wien (2016)
- photo::vienna #2 MAK, Wien (2015)
- photo_graz 012, Graz (2012)
- Momentum, Editionen, Wien (2009)
- Galeria Luxardo, Rom (2008)
- artfair, Köln (2008)
- „Trust Me“ Fotografiefestival Leipzig, Leipzig (2007)
- Kunst mitten im Achten, Wien (2007)
- It’s cold outside, Galerie Michaela Stock, Wien (2007)
- In quiete, Galeria Luxardo, Rom (2006)
- Art Bodensee, galerie stock (2005)
- ART Innsbruck, Kunsthandel Stock (2005)
- artissima, Turin (2005)
- That’s new! IG Bildende Kunst/Wien (2004)
- Ausstellung im “Schwarzen Kameel”, Wien (2003)
- collaboration.art Wien (2003)
- Soho in Ottakring (2002)

## Arbeiten als Bühnenbildner
- 2024 Die Löcher sind die Hauptsache an einem Sieb!, Theaterfestival Litschau
- 2022 Die Löcher sind die Hauptsache an einem Sieb!, Schauspielhaus Wien
- 2022 Dornröschen, wach auf!, Internationale Puppentheatertage Mistelbach, Theaterfestival Litschau
- 2021 Dornröschen, wach auf!, Theatermuseum Wien
- 2019 Schneeflöckchen, Schattentheater mit Musik, Theatermuseum Wien
- 2018 Der Tannenbaum, Schattentheater mit Musik, Theatermuseum Wien
- 2017 Krippenspiel, Schattentheater mit Musik, Theatermuseum Wien
- 2015 Krippenspiel, Schattentheater mit Musik, MUTH Wien
- 2014 Krippenspiel, Schattentheater mit Musik, MUTH Wien
- 2013 Bühnenbild und Figuren für Märchen aus aller Welt 2 (Figurentheater Marijeli)
- 2013 Bühnenbild und Figuren für Kasperl am Mond (Figurentheater Marijeli)
- 2012 Bühnenbild und Figuren für Märchen aus aller Welt 1 (Figurentheater Marijeli)
- 2010 Bühnenbild für Nur ein Tag von Martin Baltscheit (Kabarett Niedermair)
- 2007 Bühnenbild für Karlsson vom Dach von Astrid Lindgren (Kabarett Niedermair)
- 2007 Bühnenbild für Moni und der Monsteraffe von Franzobel (Kabarett Niedermair)
- Bühnenbilder für das Kindertheater Linz und das Theater Phönix Linz

## Illustrierte Bücher
- Sophie Reyer, Die Herzen der Tintenfische, moloko plus, 2020
- Peter Ahorner, Mehr als gern, ueberreuter, 2015
- Ernst Molden, Christbaum kaufen, baden gehen. Traditionen zum Richtigmachen, mit e. Vorw. von Oliver Lehmann u. Ill. von Helmut Pokornig, Wien [u. a.], Deuticke, 2003, ISBN 3-216-30704-2
- Wirtschaft verstehen – Zukunft gestalten (Schulbuchreihe ab 2005)
- 2000 Programmheft für die Inszenierung von Michael Bogdanovs Reineke Fuchs (Burgtheater)